# The Goat of Mendes
The Goat of Mendes är det brittiska progressiva black metal/death metal-bandet Akercockes andra studioalbum, utgivet september 2001 av skivbolaget Peaceville Records.

## Låtlista
1. "Of Menstrual Blood and Semen" – 6:26
2. "	A Skin for Dancing In" – 7:18
3. "Betwixt Iniquitatis and Prostigiators" (instrumental) – 2:13
4. "Horns of Baphomet" – 7:06
5. "Masks of God" – 4:52
6. "The Serpent" – 3:47
7. "Fortune My Foe" (instrumental) – 1:16
8. "Infernal Rites" – 4:30
9. "He Is Risen" – 4:48
10. "Breaking Silence" – 4:16
11. "Initiation" (instrumental) – 1:11
12. "Ceremony of Nine Angles" – 8:53

Albumet innehåller videon "Infernal Rites" (4:30).

## Medverkande
Musiker (Akercocke-medlemmar)
- Jason Mendonça – sång, gitarr, trumpet, sasz
- David Gray – trummor
- Paul Scanlan – gitarr, klarinett
- Peter Theobalds – basgitarr
- Martin Bonsoir – keyboard, cello, sampling

Bidragande musiker
- Nicola Kemp – sång
- Tanya Warwick – sång
- Vanessa Gray – violin
- Dean Seddon – sång (spår 6)

Produktion
- Martin Bonsoir – producent, ljudtekniker, ljudmix
- Peter Theobalds – omslagsdesign
- Joanna Surmacz – foto